# Ruth Messing
Ruth Messing (* 1983) ist eine deutsche Theater-Regisseurin.

## Leben
Ruth Messing studierte Theater-, Film- und Medienwissenschaften in Wien.
Ab 2009 arbeitete sie als Regieassistentin zunächst an der Badischen Landesbühne und seit 2011 am Schauspiel Hannover. Sie assistierte u. a. bei Milan Peschel, Christopher Rüping, Hasko Weber, Lars Ole Walburg, Thom Luz und Mina Salehpour. Mit ihrer Adaption von Ihr Lieben, viel zu weit entfernten von Conny Frühauf wurde Messing 2010 zum Theatermarathon nach Sombor in Serbien eingeladen. 2011 erhielt sie ein Stipendium der Richard Wagner Gesellschaft für die Festspiele in Bayreuth. Mit Schillers Die Räuber, ein Abend für fünf Spieler und einen Geräuschemacher wurde sie 2014 zum 4. Norddeutschen Jugendtheatertreffen Hart am Wind nach Bremen sowie 2015 zu den 18. Schillertheatertagen ans Nationaltheater Mannheim eingeladen und in der Kritikerumfrage Theater heute für die beste Inszenierung nominiert. Seit der Spielzeit 14/15 arbeitet Messing als freie Regisseurin und inszeniert u. a. am Landestheater Linz, Theater und Orchester Heidelberg, Deutsches Theater Göttingen, Theater Münster und dem Theater Aachen. Außerdem arbeitet sie regelmäßig auch in der freien Szene, unter anderem mit dem Stadtensemble Münster. Seit 2023 ist sie Teil des künstlerischen Leitungsteams von Baddabäm!Show für parapolitische Abendunterhaltung.

## Inszenierungen (Auswahl)
- 2005: Schwestern von Theo Fransz
- 2011: Ihr Lieben, viel zu weit entfernten von Conny Frühauf an der Badischen Landesbühne
- 2014: Die Räuber von Friedrich Schiller am Schauspiel Hannover[3][4][5]
- 2015: Wir alle für immer zusammen von Guus Kuijer[6][7][8]
- 2015: Grand Café Europa am Stadttheater Ingolstadt[9]
- 2016: Sprich oder Stirb – Scheherazade ohne Worte am Theater der Stadt Aalen[10]
- 2016: Pol Pots Lächeln am Theaterdiscounter Berlin[11]
- 2016: Metropolinz – Eine Heim(at)suchende am Landestheater Linz[12]
- 2017: Unser Dorf soll schöner werden von Klaus Chatten am Deutschen Theater Göttingen[13]
- 2017: Malala, Mädchen mit Buch von Nick Wood am Junges Theater Bremerhaven[14]
- 2017: Glück von Eric Assous am Deutschen Theater Göttingen[15][16]
- 2018: Die Biene im Kopf von Roland Schimmelpfennig am Theater der Altmark[17]
- 2019: Münster 1969 – Revolution in der Provinz am Theater Münster[18]
- 2019: Der Westen von Konstantin Küspert am Theater Aachen[19]
- 2019: Fabian von Erich Kästner am Deutschen Theater Göttingen[20]
- 2019: Nichts, was uns passiert von Bettina Wilpert an der Badische Landesbühne[21]
- 2020: Der Bundesbürger von Annalena und Konstantin Küspert am Theater Münster[22][23]
- 2021: Der Molière von Völksen auf dem Hermannshof, Völksen[24]
- 2022: Nichts. Was im Leben wichtig ist von Janne Teller am Deutschen Theater Göttingen[25][26]
- 2022: Die verlorene Ehre der Katharina Blum von Heinrich Böll am Theater und Orchester Heidelberg[27][28]
- 2023: Die Ereignisse von David Greig an der Neuen Bühne Senftenberg[29][30]
- 2023: Der Revisor von Nicolai Gogol am Theater der Altmark in Stendal
- Seit 2023: Baddabäm!Show für parapolitische Abendunterhaltung